# Волинець Віктор Петрович
Ві́ктор Петро́вич Волине́ць (нар. 12 липня 1967 — пом. 1 березня 2023) — український пілот, полковник (посмертно), учасник російсько-української війни

## Біографія
Народився 12 липня 1967 року на Житомирщині. Закінчив Чернігівське вище військове авіаційне училище льотчиків. Після 2022 року розпочав службу в 7 бригаді тактичної авіації.
Екіпаж Су-24 підполковника Волинця та старшого лейтенант штурмана Соломеннікова був збитий в Донецькій області, біля міста Дружківка.

## Нагороди
- Орден Богдана Хмельницького ІІІ ступеня[2]